# Карл Алберт Савойски-Каринян
Карл Алберт Савойски-Каринян (на италиански: Carlo Alberto di Savoia-Carignano), роден Карл Алберт Емануил Виктор Мария Климент Саверий Савойски-Каринян (Carlo Alberto Emanuele Vittorio Maria Clemente Saverio di Savoia-Carignano; * 2 октомври 1798, Палацо Кариняно, Торино, Сардинско кралство; † 28 юли 1849, Порто, Кралство Португалия), е крал на Сардиния (27 април 1831 – 23 март 1849).
По време на Наполеоновия период живее във Франция, където придобива либерално образование. Като принц на Кариняно през 1821 г. дава и след това оттегля подкрепата си на заговорниците, които искат да наложат конституцията на краля на Сардиния Виктор Емануил I. Той става консерватор и участва в легитимната експедиция срещу испанските либерали през 1823 г. Не е предопределен за трона, но става крал на Савойската държава през 1831 г. след смъртта на чичо си Карл Феликс без наследници.
Като суверен, след първоначален консервативен период, през който подкрепя различни легитимни движения в Европа, през 1848 г. се придържа към идеята за федерална Италия, водена от папата (Неогвелфизъм) и свободна от Хабсбургите. През същата година обявява Албертиновия устав – конституционната харта, която остава в сила (първо в Кралство Сардиния и след това в Кралство Италия) до 1947 г.
Той ръководи силите, които водят до Първата война за независимост срещу Австрия, но изоставен от папа Пий IX и краля на Двете Сицилии Фердинанд II, е победен през 1849 г. и абдикира в полза на сина си Виктор Емануил. Умира в изгнание няколко месеца по-късно в португалския град Порто. Опитът му да освободи Северна Италия от Австрия представлява първото усилие на Савоя да променят баланса на полуострова, продиктуван от Виенския конгрес. Работата е възобновена успешно от неговия син Виктор Емануил II, който става първият крал на Обединена Италия.

## Произход
Карл Алберт е син на Карл Емануил Савойски-Каринян (* 1770, † 1800), 8-и принц на Кариняно, и на Мария-Кристина-Албертина Саксонска (* 1770, † 1851), принцеса на Саксония-Курландия. Негови дядо и баба по бащина линия са Виктор Амадей II Савойски-Каринян, 5-и принц на Кариняно, и принцеса Мария–Жозефина-Тереза Лотарингска-Арманяк, а по майчина – Карл Саксонски, принц на Саксония и на Полша и херцог на Курландия и Семигалия, и Франциска Корвин-Красинска, принцеса на Полша. Има една сестра:
- Мария Франциска Елизабета (* 1800, † 1856), ерцхерцогиня на Австрия като съпруга на Райнер-Йосиф Хабсбург-Лотарингски

Принадлежи към Савоя-Каринян – кадетски клон на Савойската династия.
Има няколко прякора, включително „Итало Хамлет“ (на итал. Italo Amleto), даден му от Джозуе Кардучи заради неговия мрачен, конфликтен и загадъчен характер. Той също има прякора „Колебаещ се крал“ (на итал. Re Tentenna) след сатирата на Доменико Карбоне, защото дълго време се колебае между подписването на Албертиновия устав и идеите на миналото си като реакционер.

## Биография

### Ранни години (до 1814 г.)
Негови кръстници са кралят на Сардиния Карл Емануил IV и съпругата му, кралица Мария-Клотилда Бурбон-Френска.
Въпреки че управляващият крал Карл Емануил IV Савойски е бездетен, по време на раждането си Карл Алберт има малка надежда да се възкачи на трона. Всъщност преките наследници на династията са живи, т.е. братята на монарха и техните деца. Но през 1799 г., т.е. година след раждането на Карл Алберт, двама от четиримата членове на Савойската династия, които го предшестват в наследствената линия, умират: малкият Карл Емануил (от едра шарка на 3 г.), син на Виктор Емануил I, брат на краля, и Маврикий Йосиф (от малария, в Сардиния), брат на краля.

#### Наполеонов период
Карл Емануил – бащата на Карл Алберт учи във Франция и е офицер във френската армия. Симпатизант на либералните идеи, той се премества в Торино на 27-годишна възраст, откъдето крал Карл Емануил IV, поради Наполеоновото нашествие от 1796 г., заминава в изгнание. Вместо това Карл Емануил заедно със съпругата си се присъединява към наполеоновата кауза. Въпреки това двамата са отведени в Париж, където, заподозрени като роднини на падналата Савойска династия, са държани под наблюдение и са принудени да живеят във финансови затруднения в къща в предградието на столицата, в Шайо. Тук започват да растат децата им Карл Алберт и Мария Елизабета, родена на 13 април 1800 г.
На 16 август същата година Карл Емануил умира внезапно. Така майката на Карл Алберт овдовява, но не приема поканата на Савойците да им повери сина си, за да го образоват според консервативните канони. През 1808 г. тя се омъжва втори път за одитора на Държавния съвет Жозеф Максимилиан Тибо дьо Монлеар, с когото Карл Алберт е в лоши отношения.
На 12-годишна възраст Карл Алберт и майка му са приети от Наполеон Бонапарт, който дава на момчето титлата „имперски граф“ и доживотна рента от 100 000 франка. През 1812 г. младежът постъпва в колежа „Свети Станислав“ в Париж, където остава две години. Майка му се премества в Женева, където взема Карл Алберт, който от март 1812 до декември 1813 г. е поверен на протестантския пастор Жан-Пиер Етиен Воше, почитател на Жан-Жак Русо. Поради това Карл Алберт рядко ходи на лекции и ходи в Париж главно за изпити, които взима с отличие.
След поражението на Наполеон в битката при Лайпциг през октомври 1813 г. семейството напуска Женева, страхувайки се от пристигането на австрийците, и се завръща във Франция. Тук на следващата година Карл Алберт, едва 16-годишен, с намерението да стане офицер, постъпва във военния лицей в Бурж.

### Първи период в Торино (1814 – 1821)

#### Пристигане в Торино и превъзпитание
След като Наполеон окончателно напуска сцената, на 16 май 1814 г. новият френски крал Луи XVIII празнува завръщането на Бурбоните в Париж. Сред присъстващите на страхотното празненство е принцеса Мария Кристина Албертина с децата си Карл Алберт и Елизабета. Въпреки близкото си минало с Наполеон семейството е добре прието, но Карл Алберт трябва да се откаже от предимствата, получени със стария режим: титлата на граф, ранга на лейтенант, даден му в Бурж, и най-вече рентата, предоставена му от Наполеон.
След като мирът е възстановен в Европа, е препоръчително Карл Алберт да се върне в Торино, както е посъветван от граф Алесандро Салуцо ди Монезильо, негов наставник. И майка му е убедена в това и младият мъж напуска Париж (и пастрока си), за да отиде в Торино на 25 май. Тук той е любезно приет от крал Виктор Емануил I (Карл Емануил IV абдикира през 1802 г.) и от съпругата му Мария Тереза Хабсбург-Есте. Като се има предвид семейната ситуация (нито Виктор Емануил I, нито брат му Карл Феликс имат синове), Карл Алберт сега е предполагаем престолонаследник след Карл Феликс, за което му е предоставена престижната резиденция Палацо Кариняно и са му върнати притежанията и неговата рента.
Назначен му е учител, който да коригира либералните му идеи: първо граф Филипо Грималди дел Поджето, много религиозен, а след това, когато се проваля, кавалер Поликарпо Какерано д'Озаско. Въпреки че е по-подходящ за задачата, той скоро осъзнава, че не може да повлияе на манталитета на Карл Алберт, който в този период за първи път е разпознат като страдащ от невроза.

#### Брак и личност
Лицето, което успява да повлияе положително на Карл Алберт през този период, е бившият суверен Карл Емануил IV заради спокойствието му, религиозната му преданост и отдръпването му от света. Карл Алберт напуска Торино на 17 март 1817 г. и се среща с Карл Емануил в манастир в Рим през април същата година.
Тогава е решено, че е дошло времето той да се ожени. Избраницата, която Карл Алберт приема, е 16-годишната Мария Тереза Хабсбург-Лотарингска-Тосканска, дъщеря на великия херцог на Тоскана Фердинанд III и роднина на кралицата на Сардиния Мария Тереза Хабсбург-Есте. Принцът на Кариняно пристига във Флоренция през септември и на 30 септември сватбата им е отпразнувана в катедралата Санта Мария дел Фиоре. Тя е последвана от бал, организиран от посолството на Пиемонт във Флоренция. Оттук на 6 октомври двойката заминава за Пиемонт. На 11 съпрузите пристигат в замъка Валентино, откъдето правят тържественото си влизане в Торино.
Младата Мария Тереза е много срамежлива и много религиозна. Двамата живеят в Палацо Кариняно и Карл Алберт, с различен темперамент, започва да кани млади интелектуалци, с които споделя либерални идеи. Най-близките са Санторе ди Санта Роза, Роберто Тапарели д'Адзельо, Джачинто Прована ди Коленьо, Чезаре Балбо, Гулиелмо Мофа ди Лизио и Карло Емануеле Азинари ди Сан Марцано.
Със сложна личност, принцът преминава и през дълбока религиозна криза в тези години. Заслуга за това има приятелството с френския дипломат Жан Луи дьо Дуе д'Озер и споменатото му посещение в Рим през 1817 г. на бившия суверен Карл Емануил IV. В годините след брака обаче Карл Алберт има няколко извънбрачни връзки, включително с Мария-Каролина де Бурбон-Двете Сицилии, вдовица на херцога на Бери Шарл-Фердинанд дьо Бурбон-Френски.
Отношенията с Мария Тереза не се влошават, тъй като тя, след аборт и катастрофа с карета, която на 25 август 1819 г. рискува да компрометира втората ѝ бременност, на 14 март 1820 г. ражда престолонаследника Виктор Емануил, бъдещ първи крал на Италия. Старият крал Виктор Емануил I, в знак на уважение и признание, назначава Карл Алберт за командир на артилерията.

### Участие в бунтовете от 1821 г.

#### Конспирация и покаяние
След въстанията в Кадис от 1820 г. испанският крал Ферднандо VII е принуден да преотстъпи конституцията от 1812 г. Така в много европейски държави се запалва надеждата за получаване на подобни отстъпки от съответните суверени. Бунтовнически прояви избухват в Неапол и Палермо, както и в Торино: един ден по време на карнавала от 1821 г. някои студенти от университета, оживени от слуха, че Карл Алберт се застъпва за италианското единство, се похвалват с червени барети в Театър „Анжан“ и за този си жест са хвърлени в затвора. На следващата сутрин техните другари и някои преподаватели, възмутени, излизат по улиците, за да демонстрират срещу климата на мракобесието на Реставрацията. Демонстрация е потушена от армията. Карл Алберт, единственият от Савойците, изпраща подаръци в болницата на пострадалите при сблъсъците, които, според журналиста Анджело Броферио, принцът на Кариняно отива и да ги посети.
В 20 часа на 6 март 1821 г. Санторе ди Санта Роза, Джачинто Прована ди Коленьо, Карло Емануеле Азинари ди Сан Марцано и Гулиелмо Мофа ди Лизио (всички военни, служители или синове на министри) и Роберто д'Адзельо се срещат с Карл Алберт. Младите либерали са готови да действат и са идентифицирали принца като новия човек на Савойския дом – този, който ще скъса с миналото на абсолютизма. Намерението на заговорниците е не да навредят на Савойската монархия, а да я принудят да направи реформи, които в крайна сметка биха доближили хората до суверена. През месеците на заговора Карл Алберт е уверил в подкрепата си и той прави това и тази вечер, обявявайки се в полза на военните действия. Всъщност става въпрос за вдигане на армията, обсада на замъка в Монкалиери, където живее крал Виктор Емануил I, и принуждаването му да вземе решение както за конституцията, така и за влизането във войната срещу Австрия. Ролята на Карл Алберт формално би била тази на посредник между заговорниците и суверена.
Но на сутринта на следващия ден, 7 март, Карл Алберт се замисля и информира заговорниците. Освен това той вика военния министър Алесандро Салуцо ди Монезильо, заявявайки, че е разкрил революционен заговор. Това е опит да се откъсне от заговора, който обаче продължава да насърчава на следващия ден, по повод друго посещение от Санта Роза и Сан Марцано. Те обаче се усъмняват в него и дават указания да се отмени бунта, който би трябвало да избухне на 10 март. На същия ден Карл Алберт, напълно разкаян, тича в Монкалиери при Виктор Емануил I, разкривайки му всичко и молейки го за прошка. Но е твърде късно: през нощта гарнизонът на Алесандрия, командван от един от заговорниците (Гулиелмо Ансалди), се надига и завладява града. Останалите революционери в този момент, макар и изоставени от принца, решават да действат.

#### Абдикация на Виктор Емануил I и регентство
В неделя, 11 март 1821 г., крал Виктор Емануил I свиква Коронния съвет, член на който е и Карл Алберт. Съветът, заедно с повечето от присъстващите, се съгласява да даде конституцията. Но се разпространява новината за предстоящото австро-руско въоръжено спасяване за възстановяване на реда в Италия. Затова кралят решава да изчака, но на 12 март цитаделата на Торино също пада в ръцете на въстаниците. След това кралят изпраща Карл Алберт и Чезаре Балбо да преговарят с карбонарите, които отказват всякакви преговори: те искат като единствено условие отстъпката на испанската конституция. Така вечерта кралят, изправен пред разрастването на военното въстание, за да не даде конституцията, абдикира в полза на брат си Карл Феликс и тъй като последният се оттегля в Модена, Карл Алберт е назначен за регент.
Така на 23-годишна възраст той се оказва изправен пред сериозна ситуация, която сам е помогнал да се оформи. Старите министри го изоставят и той е принуден да назначи ново правителство: адвоката Фердинандо Дал Поцо в Министерството на вътрешните работи, генерал Емануеле Пес ди Виламарина във Военното министерство и Лодовико Саули д'Иляно в Министерството на външните работи. Той се опитва да се справи с бунтовниците, но не успява. Тогава заявява, че не може да взема решения без мнението на крал Карл Феликс, на когото изпраща доклад за събитията, като го моли за инструкции. Но няма повече време и страхувайки се да не стане обект на народния гняв, вечерта на 13 март 1821 г. Карл Алберт подписва прокламацията, обявяваща отстъпването на испанската конституция, подлежаща на одобрението на краля.

#### Испанска конституция
На следващия ден регентът решава да сформира хунта, която трябва да заеме мястото на парламента. Тя е председателствана от каноника Пиер Бернардо Марентини. Структурата на правителството неизбежно променя политическата си ориентация и Виламарина е заменен във военното министерство от Санторе ди Санта Роза, т.е. лидерът на бунта. На 15 март, пред хунтата, Карл Алберт се заклева да спазва конституцията, вече одобрена в Испания, чиято савойска версия е изменена с някои клаузи, желани от съпругата на Виктор Емануил I, Мария Тереза Хасбург-Есте.
Междувременно Джорджо Палавичино Тривулцио, Гаетано Кастиля и Джузепе Арконати Висконти – представители на ломбардския либерализъм, поискват от Карл Алберт да обяви война на Австрия, за да издигне Милано, но принцът ги разочарова, твърдейки, че Пиемонт няма необходимите средства за война срещу могъщия съсед. Вместо това той приема съвета на Чезаре Балбо: „възстановете дисциплината във въоръжените сили, предотвратете ексцесиите и дезертьорството, съберете войски, верни на краля [Карл Феликс]“. Последният обаче приема новината за абдикацията на брат си много зле и я смята за „отвратително насилие“, и след оттеглянето си в Модена нарежда на Карл Алберт да се премести в Новара. Що се отнася до испанската конституция, той обявява за нулев всеки акт на суверенна юрисдикция, направен след абдикацията на брат му.

### Реакционен период (1821 – 1831)
Следователно по заповед на крал Карл Феликс в полунощ на 21 март 1821 г. Карл Алберт тайно напуска Палацо Кариняно за Новара – крайъгълният камък на контрареволюцията. Едва на следващия ден бунтовниците разбират за заминаването му. След като спира в Рондисоне на 23, той тръгва отново и се насочва към Новара, където Виторио Салие дьо ла Тур – генерал, който остава верен на монархията, събира лоялни войски. Бившият регент остава в Новара шест дни, тъй като на 29 март получава писмо от Карл Феликс с нареждане незабавно да замине за Тоскана и да се присъедини към тъста си със семейството си: очаква го нещо като изгнание.

#### Във Флоренция. Веронски конгрес
Сутринта на 2 април 1821 г. принцът пристига във Флоренция, където на 13 април към него се присъединяват съпругата и синът му, междувременно са избягали във Франция. Семейството се установява в Палацо Пити, при тъста на принца, великия херцог Фердинанд III. През май Карл Феликс, който междувременно е поискал и получил помощ от Австрия за възстановяване на реда, се среща в Лука с бившия крал Виктор Емануил I. Двамата разговарят дълго за поведението на неговия племенник и въпреки че новата кралица Мария Кристина поема защитата му, Карл Алберт е държан отговорен за заговора.
Унизен от оценките и обстоятелствата, принцът на Кариняно мисли за самоубийство (такава е депресията, в която е изпаднал). Той решава да се откаже от либералните си идеи, също и защото Карл Феликс обмисля хипотезата за премахването му от линията на унаследяване с намерението да предаде короната директно на сина си Виктор Емануил. По темата Карл Феликс иска мнението на княз Клеменс фон Метерних, който, противно на очакванията му, го кани да се откаже от намеренията си. Всъщност австрийският държавник се страхува, че правата на наследяване биха могли да преминат към зетя на Виктор Емануил I, Франц IV от Модена, който се стреми към трона на Савоя и че като стане крал на Сардиния, той ще стане твърде могъщ. Освен това изключването на законния наследник на савойския трон би подкопало принципа на легитимност, на който се основава политико-идеологическата рамка на Виенския конгрес. Тези забележки на Австрия в полза на Карл Алберт са подкрепени по време на Веронския конгрес през 1822 г. и получават съгласието на другите европейски сили, които се стремят да запазят статуквото.
От друга страна, след като малкият Виктор Емануил успява да избегне пожара в люлката си на 16 септември 1822 г., наследствената линия на Карл Алберт вече не е в опасност, благодарение и на раждането на втория му син Фердинанд на 15 ноември. Спокоен за щастливото събитие, Карл Алберт започва във Флоренция да се посвещава на различни културни интереси. Той става колекционер на стари книги, но също така се интересува от автори от своята епоха: сдобива се с поемите на Алфонс дьо Ламартин и с произведенията на консерватора Жозеф дьо Местр.

#### Експедиция в Испания
В началото на 1823 г. херцог Луи-Антоан д'Ангулем поема командването на френските експедиционни сили, на които европейските сили делегират задачата да възстановят на трона испанския крал Фернандо VII, заловен от испанските революционери след броженията в Кадис. Карл Алберт, който иска да демонстрира покаянието си, поисква да бъде част от контингента. Той пише два пъти за това на Карл Феликс, на 1 и 20 февруари 1823 г., но му е позволено да напусне едва на 26 април Карл Феликс, който все още не е простил на Карл Алберт за участието му в бунтовете от 1821 г., пише следното на брат си Виктор Емануил:
| „                                                                                  | Така че или той ще се остави да бъде убит, и ние ще се отървем от него; или той ще се постави в позиция поне частично да поправи грешките си. Защото няма нищо на света, което да ме отвращава повече от него. | “ |
| От писмо на Карл Феликс до Виктор Емануил I от 1823 г., в: Montanelli, VII, с. 395 | |   |

Накрая, на 2 май, в Ливорно Карл Алберт се качва на сардинската фрегата Комерчо и на 7 май акостира в Марсилия. На следващия ден принцът тръгва отново и преди да пристигне в Босегиляс, 
където достига на 18 май, е назначен в дивизията на френския генерал Етиен дьо Бордесул. На 24 май пристига в Мадрид, където остава до 2 юни, за да замине на юг: пресичайки Сиера Морена, в престрелка с врага той показва смелост и французите го награждават с Ордена на почетния легион. След това продължава към Кадис, където лагерува пред Трокадеро – крепостта на Кадис, последното убежище на испанското конституционно правителство.
На 31 август 1823 г. френските войски в битката при Трокадеро внезапно атакуват крепостта и я превземат. Карл Алберт смело пресича канала, който разделя бойното поле от крепостта, като издига знамето на 6-ти кралски гвардейски полк. След битката той се опитва да предотврати убиването на вражески затворници и тъй като се отличава като обикновен гренадир, френските войници му предлагат презрамките на офицер, загинал при нападението.
Той остава на място до падането на нощта и на следващия ден е сред първите, които проникват в Трокадеро, където Фердинанд VII, освободен, го поздравява. На 2 септември има голям военен парад, след който пред строените войски херцогът на Ангулем удостоява Карл Алберт с кръста на Ордена на Свети Луи.

#### В Париж. Завръщане в Торино
След разпускането на експедиционния корпус Карл Алберт заминава от Севиля за Париж, където пристига на 3 декември 1823 г. Във френската столица той участва в балове, приеми, празненства и започва връзка с Мария-Каролина де Бурбон-Двете Сицилии, вдовица от три години на херцога на Бери Шарл-Фердинад дьо Бурбон-Френски. На 15 декември френският крал Луи XVIII дава грандиозен прием за победителите от Трокадеро и Карл Алберт е сред почетните гости на кралския обяд.
Изправен пред международното му изкупление, Карл Феликс решава, че е дошъл моментът да върне Карл Алберт обратно в Торино. Принцът обаче е накаран да подпише клетва в посолството на Пиемонт в Париж, в която се задължава „да уважава и религиозно да поддържа, когато дойде на власт, всички основни закони на монархията, които са я направили щастлива и славна“. както и да създаде Държавен съвет.
На 29 януари 1824 г. Карл Алберт получава разрешение да замине за Торино, но първо има разговор с Луи XVIII, който му дава някои съвети относно бъдещата му дейност като суверен и го награждава с Ордена на Светия Дух – най-престижния във френската монархия. Освен това Луи XVIII упреква Карл Феликс за омразата, която продължава да таи към неговия роднина, тъй като владетелят на Сардиния е цензурирал новините от Трокадеро. След като напуска Париж, на 2 февруари Карл Алберт тръгва на път и на 6 минава през Мон Сени, където, за да избегне демонстрации, му е наредено да влезе през нощта, в 22 часа. Подчинявайки се, принцът се връща в Палацо Кариняно почти в 23 часа.
Обратно в Торино, като престолонаследник, Карл Алберт се подготвя да царува, като отсяда в Кралския замък в Ракониджи. Започва да изучава икономика – малко ценен в двора предмет, и през 1829 г. получава позволението да посети Сардиния. От пътуването той извлича точен доклад за условията на острова (Voyage en Sardaigne , т.е. „Пътуване в Сардиния“), доказвайки се като плодовит писател през онези години. През 1827 г. заедно със съпругата си пише 38 приказки за техните деца на френски – семейния език, озаглавени Contes moraux („Морални приказки“). На следващата година се пробва в комедията, а по-късно се занимава с литературна критика и история. Той също така нарежда да бъдат отпечатани три малки есета: „Новини за валденсите“, „Спомени от Андалусия“ и вече споменатото „Пътуване до Сардиния“. Карл Алберт се разкайва за всички тези произведения и нарежда да бъдат изтеглени от обръщение. Въпреки това той оставя голям брой кореспонденции и литературни упражнения.
Въпреки консервативните идеи от период Карл Алберт подкрепя и писателите, които изповядват либерални идеи, включително Карло Бота, чиито книги са забранени в Пиемонт. Той притежава произведенията на Адам Смит и „Колекция от италиански класически писатели на политикономиката“, курирана от наполеонеца Пиетро Кустоди.

#### Смърт на Карл Феликс и възкачване на престола
През 1830 г. французите изгонват Шарл X и принцът на Кариняно е шокиран. Междувременно здравето на Карл Феликс претърпява окончателен срив, отваряйки пътя на Карл Алберт към трона. След като го вика, на 24 април 1831 г. суверенът пред своите министри казва: „Ето моят наследник и приемник, сигурен съм, че той ще направи добро на своите поданици“.
Кралят умира на 27 април в 14:45 часа, а Карл Алберт му целува ръка и му затваря очите. С този жест той става крал на Сардиния. Той приветства двора и настанява децата си в Кралския дворец в Торино. В 17 часа на плацдарма войските на гарнизона полагат клетва пред новия крал в присъствието на губернатора Иняцио Таон ди Ревел, който публикува съответната прокламация. От този момент тронът преминава към кадетския клон Савоя-Каринян и пряката линия на Савойската династия изчезва.
На 8 май 1831 г. крал Карл Алберт приема дипломатическия корпус, както и висшите сановници на държавата за церемонията по целуване на ръка. На следващия ден, на кон, следван от Генералния щаб и от кралицата и техните деца в карета, той прави преглед на Марсово поле в Торино на войските на столичния гарнизон в Орбасано, Монкалиери и Ступиниджи. На 10 май отива със съпругата си на благодарствена литургия в Светилището на Консолата.

### Първа фаза на управление (1831 – 1845)
На 33-годишна възраст Карл Алберт започва да царува. Здравето му се влошава: страда от болки в черния дроб. И вярата му причинява страдание: той носи власеница, спи като каещ се на желязно легло без компанията на жена си. Събужда се на разсъмване и слуша две меси на ден. Работи от 10 до 17 часа без почивка. Към 12 часа му сервират порция варено месо, а закуската е чаша вода и питка. Той е поразяван от все по-чести религиозни кризи, но не може да се откаже от извънбрачните си връзки, от които най-важната и трайна е тази с Мария-Антоанета дьо Робиян, дъщеря на Фридрих Труксес цу Валдбург, пруски посланик в Торино, съпруга на Маурицио ди Робиян, майка на Карл Феликс Никола, граф на Робиян – бъдещ дипломат и външен министър на Кралство Италия.
В първата фаза на управлението си Карл Алберт продължава политиката на своите предшественици, но в същото време е наясно, че кралството се нуждае от икономически и социални реформи, насочени към превръщането му в по-модерна държава. Тази амбивалентност се изразява от една страна в консервативната външна, социална политика и политика по отношение на духовенството, а от друга – в реформите, които поставят основите на една политика, която намира своето изпълнение в десетилетието на подготовка за обединението на Италия (1849 – 1859) от Камило Бенсо ди Кавур. Думите, използвани от Карл Алберт в неговия дневник, са многозначителни:
| „                   | Посветих енергията си на по-голямото благо на страната с цел създаване на стабилно правителство, основано на справедливи и равни закони за всички пред Бога; за да поставя кралската власт в състояние да избегне най-сериозните грешки и несправедливости и следователно бе необходимо тя окончателно да се откаже да се намесва във фактите, които са изключителна компетентност на съдилищата, за да защити администрацията от интриги и индивидуални интереси, и въпреки това оживени от прогресивен дух; за да благоприятствам индустрията във всичките ѝ прояви; за да почитам и възнаграждавам заслугите, в какъвто и ред лица да се проявяват; за да създам армия, способна славно да защитава националната чест и независимост; за да въведа в управлението на финансите дисциплина, икономичност, строгост, така че да позволя да се предприемат, когато е възможно, големи неща и в същото време да не се натоварва населението с прекомерни данъци | “ |
| Bertoldi с. 199-200 | |   |

#### Вътрешна политика

##### Социални и икономически реформи
В състава на правителството се установява диархията между либералния и реакционния елемент. Когато военният министър на Матей Аниез Де Женей умира, Карл Алберт го заменя с Карл Сан Мартино д'Алие, който от своя страна не е много добре дошъл за него. Той задържа Виторио Салие дьо ла Тур като министър на външните работи и след това го заменя през 1835 г. с архиконсерватора Клементе Соларо дела Маргарита. Но важни постове са дадени с идеята за политическо обновяване на правителството: през 1831 г. той назначава Гауденцио Мария Кача, граф на Роментино, за министър на финансите, Джузепе Барбару за министър на правосъдието и реформатора Антонио Тондути, граф на Ескарена, за министър на вътрешните работи. На 5 април 1832 г., за да замени д'Алие, той назначава за военен министър Емануеле Пес ди Виламарина.
Както се установява от документа, който той подписва в Париж в деня след победата на Трокадеро, Карл Алберт създава Държавен съвет от 14 членове. Но осъзнавайки, че Пиемонт се нуждае от реформи, в противоречие с частта от документа, в която не би променил нищо от икономическа и социална гледна точка, той отменя преференциалните митнически освобождавания за кралското семейство и за държавните служби, премахва изтезанията, забранява поруганията върху труповете на екзекутираните и отменя конфискацията на имуществото на осъдените.
По подобен начин в икономическата област Карл Алберт подновява търговията, което позволява инвестиции в селското стопанство, пътния и железопътния трафик и пристанищните инфраструктури в Генуа и Савона. Разпоредбите на краля, които позволяват тези инвестиции, са: намаляване на митата за пшеницата (от 9 на 3 лири на квинтал), за въглищата, за тъканите и за металите, улеснение при вноса на машини за индустрията, както и възможност за износ на сурова коприна. Тази политика очевидно води до по-ниски приходи в сектора на митата, но облагодетелства други приходи от държавния бюджет, който от 1835 г. е в излишък в продължение на няколко години.

##### Реформи в областта на културата и правосъдието
Карл Алберт също отделя значително внимание на културата: през 1832 г. създава „Кралска пинакотека и Кралска галерия“ в Палацо Мадама (днес Галерия Сабауда) и библиотеката на Кралския дворец, която до 1835 г. наброява 35 хил. тома. Той построява различни паметници и дворци, през 1833 г. преосновава Художествената академия Албертина, която носи неговото име. В същата година основава асоциацията на историците с име Regia Deputazione sopra gli studi di Storia Patria, последвана от всичките Депутации на националната история, основани в хода на 19 век – различни институти от местен характер, подпомагани от Държавата. Реформите не засягат само културните институции и образованите слоеве. Всъщност през 1840 г. Карл Алберт реформира основната училищна система, основавайки Министерството на образованието, делегирайки го на Чезаре Алфиери. Така той изважда Кралство Сардиния от образователния монопол на духовенството, особено на йезуитите, и вместо това приписва важна дидактическа роля на редовите духовници.
След възкачването си на престола Карл Алберт назначава комисия под председателството на Барбару, която има за задача да изготви новите граждански, наказателен, търговски и наказателно-процесуален кодекс. Процесът на тази реформа е много дълъг, в края на който на 20 юни 1837 г. е обнародван новият граждански кодекс, вдъхновен отчасти от Наполеоновия кодекс. Кралят участва и в съставянето на новия наказателен кодекс, издаден на 26 октомври 1839 г. По време на работата Карл Алберт настоява върху концепцията за поправителното наказание, като по този начин ограничава смъртното наказание доколкото е възможно. Той обаче поисква сурови наказания за виновните за светотатството и за самоубийците, чиито завещания са анулирани. Освен това през 1842 г. са обнародвани както търговският кодекс, така и наказателно-процесуалният кодекс, с нововъведения в частта на предварителното следствие на процеса и в защита на правата на обвиняемия.
За да завърши законодателните реформи, Карл Алберт на 29 ноември 1847 г. осъществява т. нар. перфектно сливане на Савойската държава, разширявайки реформите, извършени на континента, до о-в Сардиния и слагайки край на второстепенното положение на острова по отношение на континенталните провинции.

##### Реформи в армията и отношения с духовенството
Той също така реформира армията, като довежда службата до 14 месеца и реорганизира публичните органи и Държавата, премахвайки последните отчасти от контрола на църковните йерархии. Дворът обаче е претъпкан с религиозни лица, има около петдесет от тях и тъй като е на малко кралство, той е пищен. Редица готвачи, икономи, сервитьори, камериери, оръженосци, коняри, пажове, камериерки, музиканти, церемониалмайстори и т. н. живеят там.
По-конкретно реформата, извършена на 15 октомври 1831 г. в армията, постановява, че тя е съставена от 10 бригади и че 5-те батальона леки пехотни йегери (ловци) са елиминирани. Постановено е също, че всяка бригада е съставена от два полка и че всеки полк е съставен от 3 батальона във война и 2 в мир и че всеки батальон е съставен от 6 роти: една гренадирска, една йегерска и 4 роти линейна пехота. Като се има предвид, че армията на Пиемонт има по 800 души на батальон, цифрата е 32 000 пехотинци в мирно време и около 48 000 при военно. По време на 18-годишното управление на Карл Алберт армията е основният фокус на монарха – по-голямата част от приходите, т.е. около 30 милиона годишно, отиват за поддържане на армията. По време на изпитанието с огън обаче са открити сериозни пропуски в инженерните части и в организацията на логистиката.
Що се отнася до отношенията с духовенството, Карл Алберт насърчава религиозните ордени колкото е възможно повече и се опитва да подобри техните умения, начин на живот и нрави. Точно както насърчава регулирането на регистрите за гражданско състояние и правната реформа на църковния форум. Веднага след възкачването си на трона той изпраща меморандум до новия папа Григорий XVI, в който предлага да се приемат дисциплинарни мерки (вече приложени преди три века в Милано от Карло Боромео), както и да се дадат по-големи правомощия на епископите да оценяват нравите на духовенството на техните епархии

##### Реакционен дух: срещу Мацини и Гарибалди
През 1831 г. –годината на възкачването на трона от Карл Алберт, има вълнения в Рим, въстание на карбонарарите на Чиро Меноти в Модена и въстание в Болоня и Парма с бягството на Франческо IV и Мария Луиза. Но Австрия успява да възстанови реда и Карл Алберт смята съюза си с Хабсбургите за провидение.
Веднага след като се възкачва на трона, новият крал на Сардиния дава амнистия само на онези, които са извършили неполитически престъпления, и, решен да се реабилитира в очите на европейските дворове, повежда насилствени действия срещу революционните движения, особено в сравнение с тези, вдъхновени от Джузепе Мацини, основателят на Млада Италия. Мацини е адресирал до Карл Алберт писмото, подписано с „Италианец“, в което го призовава да насърчава националното единство. Карл Алберт пренебрегва призива и две години по-късно жестоко потушава мацинианския бунт, избухнал в неговото кралство.
През април 1833 г. в Генуа двама подофицери са арестувани за спор и се разкрива, че принадлежат към Млада Италия. Арестуваните назовават различни имена и разследванията се разпростират и в други гарнизони. Карл Алберт, който смята асоциацията на Мацини за „най-ужасната и кървава“, нарежда да се стигне докрай, в съответствие със закона, но с най-голяма строгост.
След като са проведени съдебни процеси, са извършени 12 разстрела и има две самоубийства в затвора. 21 смъртни присъди не могат да бъдат изпълнени, защото осъдените са избягали или като Джузепе Мацини вече са в чужбина. Карл Алберт не дава никакви помилвания, а посланиците на Франция и Великобритания в Торино протестират срещу строгостта на присъдите и липсата на какъвто и да било жест на помилване в съда. Кралят на Сардиния, от друга страна, изразява своята благодарност, като раздава почести на отличилите се в репресиите.
Когато въстаническите движения се провалят, Мацини мисли за военна експедиция. Всъщност през 1834 г. той се опитва да организира групировка от банди в Швейцария, която би трябвало да атакува Савоя (която по това време е част от Кралство Сардиния) и в същото време да вдигне населението срещу краля. Но новината за тази инициатива изтича и Карл Алберт подготвя истинска засада. Нахлуването в Савоя на 3 февруари 1834 г. обаче се проваля почти от само себе си: отчасти поради дезорганизацията, отчасти поради швейцарците, които блокират и интернират мацинианците. Междувременно в Генуа младият Джузепе Гарибалди, който се готви да вдигне града, е информиран, че всичко е приключило и че той е идентифициран. Успява да избяга, на 3 юни е осъден задочно на смърт.

#### Външна политика

##### Юлска революция и съюз с Австрия
По време на първата фаза от управлението на Карл Алберт, ако вътрешната политика регистрира либерални позиции, то външната остава консервативна, главно благодарение на външния министър Соларо дела Маргарита. Легитимното отношение на краля на Сардиния се демонстрира по време на Юлската революция от 1830 г., която сваля Шарл X от Франция и определя възкачването на трона на бившия революционер Луи-Филип. Разстроен и възмутен, Карл Алберт решава да сформира отбранителен съюз с Австрия. Пактът, подписан на 23 юли 1831 г. и потвърден през 1836 г., предвижда значителна австрийска военна помощ в случай на френско нахлуване в Кралство Сардиния. В тази ситуация командир на обединената армия би бил Карл Алберт, който пише на австрийския посланик Лудвиг Зенфт фон Пилсах: „...най-добрият ден в живота ми ще бъде този, в който ще има война срещу французите и ще се радвам да служа в австрийските войски“.
В съответствие с тази легитимистка нагласа е подкрепата, която Карл Алберт дава през декември 1823 г. на своята приятелка Мария Каролина де Бурбон-Двете Сицилии, която се стреми за сина си към трона на Франция. Тя всъщност е вдовица на херцога на Бери, втори син на сваления крал Шарл X. Тъй като най-големият син на последния, херцогът на Ангулем, се отрича от трона, само синът на Каролина Анри остава в линията на унаследяване, от които френският парламент анулира назначението за суверен. През 1832 г., задлъжнявайки, Карл Алберт кара Мария Каролина да получи един милион франка и ѝ предоставя кораб, с който да транспортира легитимните доброволци до Франция. Начинанието се оказва пълна катастрофа: корабът е блокиран в Марсилия, а във Вандея партизаните на херцогинята са победени от редовите войски. Мария Каролина след кратко бягство е арестувана в Нант и е затворена в цитаделата Блейе близо до Бордо.

##### Подкрепа на испанските и португалските реакционери
Междувременно на Иберийския полуостров, след смъртта на крал Фернандо VII, в чието освобождаване от конституционалистите Карл Алберт също участва, Испания е разделена на две фракции: първата, на антилибералните реакционери, които подкрепят легитимните стремежи на Карлос де Бурбон-Испански, известен като Дон Карлос, и вторият от конституционалистите, които защитават регентството на Мария Кристина де Бурбон, за да защитят малката Исабела. Русия, Австрия и Прусия подкрепят Дон Карлос политически. Великобритания, Франция и Португалия подкрепят конституционалистите и материално. Карл Алберт се присъединява към първия, но с карлистката война от 1833 – 1840 г. конституционалистите надделяват.
По подобен начин в португалските либерални войни (1828 – 1834), които следват смъртта на Жуау VI, Карл Алберт застава на страната на абсолютистите на Мигел Португалски – дом Мигел, който гостува в Пиемонт. Отново печелят обаче либералите, водени от брат му дом Педро, които са подкрепени от Великобритания и Франция на Луи Филип.

##### Начало на кризата с Австрия
Идилията между Карл Алберт и Австрия обаче не е предопределена да продължи дълго. Всъщност през 1840 г. кризата на Изток, която изправя Франция на Луи-Филип срещу другите европейски сили, кара Карл Алберт да планира експанзионистична политика срещу Австрия. По същото време, между 1840 и 1843 г., избухва търговска криза между Торино и Виена поради стар договор, с който Пиемонт се задължава да не доставя сол на Швейцария. След нарушаването на този договор Австрия увеличава със 100% митото върху пиемонтските вина, влизащи в Ломбардия-Венето. Отговорът на Карл Алберт е заплахата да се построи железопътна линия от Генуа до езерото Маджоре, така че да се отклони немската търговия към Генуа, от която печели австрийското пристанище Триест.
Но това все още са само сблъсъци, защото дипломацията на двете държави успява например да уреди великолепен брак между най-големия син на Карл Алберт, Виктор Емануил, и Мария Аделхайд Хабсбург-Лотарингска – брак, сключен на 11 април от 1842 г. в двореца Ступиниджи. Булката е дъщеря на Райнер-Йосиф Хабсбург-Лотарингски, австрийски вицекрал на Ломбардия-Венеция и девер на Карл Алберт, след като се жени за сестра му Мария Елизабета през 1820 г. Следователно двамата младоженци са първи братовчеди.

### Либерален период (1845 – 1848)

#### Избиране на Пий IX и неогвелфизъм
Започвайки от 1845 г., по повод на бунтовете, избухнали в Римини, в Папската държава, Карл Алберт окончателно променя ориентацията на външната си политика. На Масимо д'Адзельо той казва: „... че в деня на битката срещу Австрия ще се хвърли със синовете си, с армията си, с цялото си имущество, да се бие за независимостта на Италия“. Разбираемо, на 8 юни 1846 г., по заповед на канцлера Клеменс фон Метерних, австрийският посланик в Торино Карл Буол кани Карл Алберт, за да изясни външната си политика: или с Австрия, или с революцията. Кралят на Сардиния се бави. Но повратната точка настъпва няколко дни по-късно с избирането на папа Пий IX на 16 юни, чиято първа грижа е да даде амнистия на осъдените за политически престъпления. След това новият папа обвинява Австрия, че е окупирала Ферара, на територията на Църквата, с извинението да защити града от революцията. Карл Алберт е положително впечатлен от политиката на новия папа, разпознавайки в ситуацията това, което се надява в моралното и гражданско първенство на италианците на неогвелфския свещеник Винченцо Джоберти. Всъщност той подкрепя федерален съюз на Италианските държави под ръководството на папата. Карл Алберт вижда в Пий IX начин за помиряване на вярата със собствените си либерални идеи и му пише, предлагайки подкрепата си, с намерението да използва броженията и да превърне Пиемонт в главния герой на историческия момент.
Като следствие през септември 1847 г. Чезаре Трабуко, секретар на Карл Алберт, по повод на публично събитие, е упълномощен да прочете писмо от 2-ро число на месеца, в което кралят се надява, че Бог ще му даде благодатта да може да предприеме война за независимост, за която той ще поеме командването на армията и на каузата на гвелфите. Тези декларации и тези нагласи правят Карл Алберт много по-популярен, който обаче продължава да разтуря антиавстрийските демонстрации, също и защото дворът и правителството са разделени. Генерал Дьо Ла Тур, министърът на външните работи Соларо дела Маргарита (който по-късно подава оставка) и архиепископът Луиджи Франсони смятат предприетия нов път за опасен, но военният министър Емануеле Пес ди Виламарина, Чезаре Алфиери ди Состеньо, Чезаре Балбо, Масимо и Роберто д'Адзельо и младият граф на Кавур са за него.

#### 1848 г.: Пролет на народите
Също на вълната на Неогвелфизма, вдъхновено от личността на Пий IX, през двугодишния период 1846 – 1848 г. се засилва движението Рисорджименто. Карл Алберт решава да разхлаби абсолютистката хватка върху обществото, като издава в края на октомври 1847 г. „Едикт за реформите“, който предвижда, наред с други неща, известна свобода на пресата и на словото.
В началото на 1848 г. във Франция избухва революция срещу Луи-Филип и в Кралството на двете Сицилии след революцията в Сицилия от 1848 г. Фердинанд II де Бурбон дава конституцията. Аналогични разпоредби на Леополд II Тоскански и Пий IX поставят Карл Алберт пред дилемата дали да се удовлетвори пиемонтските либерали по същия въпрос или не.
На 7 януари 1848 г. срещата на градските вестници се провежда в хотел Европа в Торино, и Камило Бенсо ди Кавур, ръководител на Рисорджименто, предлага да се поиска от краля конституция. И повечето министри са на мнение, че конституцията трябва да бъде дадена, преди всичко, за да не бъде наложена от народа. Карл Алберт, нерешителен какво да прави, не желаейки да наруши клетвата, дадена преди повече от двадесет години на Карл Феликс, за спазване на основните закони на монархията, мисли да абдикира, както е направил Виктор Емануил I при подобни обстоятелства. Затова той изпраща за сина си, за да го подготви за унаследяването, но наследникът успява да го разубеди. Следователно Карл Алберт е освободен от клетвата от архиепископа на Верчели Алесандро д'Анжан на 7 февруари 1848 г.

#### Албертинов устав
На 7 февруари 1848 г. се събира извънреден Държавен съвет, който включва седем правителствени министри, наградени членове на Върховния орден на Пресветото благовещение и други важни личности. Темата на Съвета е възможността за обнародване на конституционна харта и работата продължава няколко часа. Кралят присъства, но отначало решава да не се намесва. Срещу конституцията са Виторио Салие дьо Ла Тур, Карло Бераудо ди Пралормо и Луиджи Прована ди Коленьо. По време на обедната почивка Карл Алберт посреща представител на населението на Торино, който го моли да даде конституцията за общото благо и да запази обществения ред.
Сега е необходимо да се вземе решение и в крайна сметка министърът на вътрешните работи Джачинто Борели е натоварен да подготви проект за конституция. Първата версия е одобрена и е наречена „Устав“. Карл Алберт е казал, че не би подписал, ако уважението към католическата религия и честта на монархията не са ясно изразени в текста. След като го получава, той подписва. Заседанието се разпуска призори.
Около 15:30 часа на 8 февруари по улиците на Торино е разлепен едикт от краля, който излага в 14 члена основата на устава за представителна система на управление. Още на 18 градът е изпълнен с внушителни демонстрации в полза на Карл Алберт. Едиктът уточнява, че католическата религия е държавна религия, но гарантира религиозната свобода, че изпълнителната власт принадлежи на краля, който командва въоръжените сили, че законодателната власт се упражнява от две камари, едната от които се избира, а другата се назначава от краля, и че са провъзгласени свободата на пресата и личната свобода. Уставът, заедно с всички негови членове, е одобрен и подписан на 4 март от Карл Алберт. Първото конституционно правителство е председателствано от Чезаре Балбо, който встъпва в длъжност на 16 март 1848 г. – два дена преди началото на Петте дни на Милано.

#### Отношения с временното правителство на Милано
След революционните явления във Франция и Сицилия и след обнародването на Албертиновия устав бунтът се разпространява в Милано на 18 март 1848 г., във Венеция и дори във Виена, където бунтовете принуждават Клеменс фон Метерних и император Фердинанд I да бягат. В Милано се очаква Карл Алберт да се възползва от възможността и да започне война срещу Австрия. На ломбардския либерал Франческо Арезе, който пристига в Торино, той изпраща ясно послание:
| „                                                                       | Можете да уверите тези господа [миланските либерали], че давам всички възможни инструкции: че що се отнася до мен, аз горя от желание да им помогна и че ще се възползвам от най-малкия претекст, който може да се представи. | “ |
| Писмо на Карл Алберт до Франческо Арезе от 1848 г., в: Bertoldi, с. 228 | |   |

Въпреки ограничените ресурси на кралството пиемонтската армия започва мобилизация. Войските са разположени предимно по западните граници, като източните са гарантирани от съюзния договор с Австрия. Въпреки това Карл Алберт осъзнава, че не може да пропусне уникалната възможност да разшири владенията си със закупуването на Ломбардия. За това той поисква от миланците да провъзгласят анексиране към Кралство Сардиния като награда за предстоящата му военна намеса.
На 23 март 1848 г. в Торино пратеникът на Пиемонт в Милано се завръща с новината, че австрийците са били принудени да евакуират града и че е създадено временно правителство, водено от Габрио Казати, което се позовава на Карл Алберто като съюзник. Очевидно не много ентусиазирани от идеята да бъдат анексирани, миланците молят краля да не влиза в града и да приеме трикольора на Цизалпийската република като знаме.
Карл Алберт, въпреки че няма гаранция за анексията, приема условията на миланците и поисква само гербът на Савойската династия да се появи върху трикольора (от този момент трикольорът става знаме на Кралство Сардиния и последвалото Кралство Италия). Той е на път да тръгне на война срещу велика сила, чиито войски в Италия са командвани от един от най-добрите генерали на деня – Йозеф Радецки. Напълно изкупен от реакционното си минало, суверенът се появява на балкона на Кралския дворец редом с миланските бунтовници, развяващи трикольора, докато ентусиазираните торинци го аплодират с викове: „Да живее Италия! Да живее Карл Алберт!“.

### Първа война за независимост (1848 – 1849)
На 23 март 1848 г. е публикувана прокламацията на Карл Алберт към народите на Северна Италия:

| „                                                                         | ...Народи на Ломбардия и Венеция! Нашите оръжия, които вече бяха съсредоточени на вашата граница, когато очаквахте освобождението на славния Милано, сега идват, за да ви предложат в по-нататъшни изпитания онази помощ, която брат очаква от брат, приятел от приятел. Ние ще удовлетворим вашите справедливи желания, като се доверим на помощта на онзи Бог, който е видимо с Нас, на онзи Бог, който даде Пий IX на Италия, на онзи Бог, който с такива прекрасни импулси позволи на Италия да направи нещата сама... | “ |
| От прокламацията на Карл Алберт от 23 март 1848 г., в: Mack Smith, с. 205 | |   |

Федералистът Карло Катанео не го оценява: „Сега, когато врагът бяга, кралят иска да дойде с цялата армия: той трябваше да ни изпрати поне една каруца с барут преди три дни: за пет дни, в Пиемонт, се чу тътенът на картечницата, който ни поглъщаше: кралят го знаеше и не помръдна: бедните доброволци се задвижиха добре“.
Идва обаче моментът Пиемонт да действа. Но извън случайната ситуация решението на Карл Алберт отговаря на една династична мечта, а именно разширяването към Паданската низина, което от Карл Емануил I нататък е част от политиката на Савоя, и вследствие на това до прокуждането на австрийските господари на Ломбардия-Венеция.

#### Първа кампания
С намерението да се постави начело на армията, вечерта на 26 март 1848 г. Карл Алберт напуска Торино за Вогера. Миланското временно правителство все още не се е произнесло ясно относно анексирането на Ломбардия към Кралство Сардиния и това го тревожи. Междувременно австрийците, водени от генерал Йозеф Радецки, се подготвят да се построят отвъд река Минчо, в това, което се нарича Квадрилатерат, т.е. географската област, ограничена от четирите хабсбургски крепости на Пескиера, Мантуа, Верона и Леняго. Продължавайки настъплението си на изток, Карл Алберт влиза под възгласите на хората на 29 март в град Павия и, преминавайки през Кремона и Кастильоне деле Стивиере, на 11 април достига Волта Мантована, на 4 км от река Минчо.
Когато започват военните действия, между 8 и 9 април берсалиерите постигат успех в първата битка от кампанията, като побеждават австрийците в битката при моста на Гойто. Прекосявайки Минчо с армията си, на 30 април Карл Алберт постигна нова победа при Пастренго, където се излага на фронтовата линия: частта, която го следва, е насочена от австрийците, които са разпръснати от щурма на карабинерите на кон, при което участва и кралят.
Именно в тази атмосфера на ентусиазъм на 2 май пристига новината, че на 29 април папа Пий IX с изказване е оттеглил своята военна и политическа подкрепа за италианската кауза. Въпреки това изпратените папски войници не се оттеглят и остават да се бият като доброволци, но политически неогвелфската идея на Винченцо Джоберти, която Карл Алберт е прегърнал, за да оправдае войната си, се проваля. Нито пък проектът за обединена Италия под ръководството на папата може да бъде реализиран. Въпреки това суверенът не се обезсърчава и продължава настъплението към Верона, в покрайнините на която на 6 май тежка битка с австрийците, битката при Санта Лучия, му попречва да завладее крепостта.
През следващите дни последват други две събития. На 21 май контингентът от 14 000 мъже от неаполитанската армия, който е тръгнал срещу Австрия, получава заповед от Фердинанд II (който е последвал примера на Пий IX) да се върне у дома. На 25 австрийските подкрепления, прекосили Венето, достигат Верона. Карл Алберт, амбициозен, но със скромни стратегически умения, няма друг избор освен да продължи войната сам. Битката при Гойто и предаването на Пескиера (30 май) са последните му успехи; след това австрийците превземат Виченца (10 юни), като разпръскват папските доброволци и накрая постигат решителна победа над пиемонтците в битката при Кустоца между 22 и 27 юли.
Междувременно на 8 юни миланците и ломбардците гласуват с голямо мнозинство за анексиране към Кралство Сардиния, както правят и гражданите на Херцогство Парма и Пиаченца на 24 май. Но нещата вървят зле за Карл Алберт: войниците страдат от скорошното поражение и умора, гладни и изтощени са, както и вече идеологически враждебни към конфликта. След това военен съвет избира хипотезата да поиска от Австрия примирие.

#### Събития в Милано и примирие
Вечерта на 27 юли 1848 г. австрийците се предоставят за примирие, но само ако пиемонтците се оттеглят на десния бряг на река Ада (малко над 20 км източно от Милано) и се откажат както от крепостите, включително тази на Пескиера, така и от херцогствата Парма и Модена, изоставени от техните монарси. Карл Алберт, в контраст със сина си Виктор Емануил относно воденето на войната, възкликва „По-скоро ще умра!“ и се готви да се противопостави на река Ольо (т.е. най-малко 25 км по̀ на изток от исканото от Радецки). Кралят на Сардиния не иска да приеме идеята да загуби Ломбардия, със сериозната опасност за Пиемонт от републикански успех в Милано и последващата помощ от Франция за ломбардците.
След като отхвърля австрийското предложение обаче, Ольо е оценен като твърде слаб като отбранителна линия и войските така или иначе трябва да се оттеглят към река Ада. Тук някои маневри, дължащи се на свободната инициатива на генерал, водят до изолирането на една дивизия и необходимостта от отстъпление по-нататък към Милано. В близост до него австрийците атакуват пиемонтците на 4 август. След еднодневна битка войските на Радецки надделяват и пиемонтците на 6 август се оттеглят към градските стени. Карл Алберт, приютен в Палацо Брентани Грепи, преговаря с австрийците за предаването на Милано в замяна на възможността да се оттегли с армията в Пиемонт.
На следващия ден миланците научават за споразумението и възмущението им избухва. Тълпата протестира пред Палацо Брентани Грепи и когато кралят се появява на балкона, по негов адрес проехтяват няколко изстрела. След това вторият син на Карл Алберт, Фердинандо и генерал Алфонсо Ла Мармора водят Карл Алберт на безопасно място, който през нощта напуска Милано, последван от армията.
На 8 август генерал Карло Канера ди Саласко се завръща в Милано и преговаря за примирие с австрийците, което след това приема неговото име (Мир на Саласко) и което е подписано на 9 август. Карл Алберт ратифицира примирието въпреки отрицателното мнение на някои, включително Джоберти, който смята помощта от Франция за желана и вероятна. Франция, според краля, както заявява бившият френски външен министър Алфонс дьо Ламартин, би помогнала само на републиканците.

#### Битка при Новара и абдикация
След военното поражение, което с примирието в Саласко спира войната за поне шест седмици, Карл Алберт е обект на остри критики, както от политици, така и от народа. Той е поканен да напусне висшето командване и да замени онези генерали, на които им липсва боен дух и действия. Но кралят иска да остане начело на армията, неохотно да признае собствените си недостатъци и е убеден, че обезкуражаващият резултат от военната кампания в Ломбардия е „знак на божи гняв за парламентарното и правителствено безбожие към религиозните ордени“. Въпреки това той оневинява трима генерали, но не започва никакви разследвания, нито иска да промени методите на вербуване. Вместо това той реабилитира йезуитите и разширява защитата си върху религиозните конгрегации.
Той също праща на пресата своята версия за военната кампания и решава да наруши примирието. На 1 март, при откриването на законодателния орган, той изрично говори за война и Камарата реагира положително. За възобновяването на военните действия кралят е убеден да поеме командването на армията само по формален начин и, огорчавайки пиемонтските генерали, избира полския генерал Войцех Хшановски за ефективен главнокомандващ. На 8 март 1849 г. в Торино Министерският съвет решава примирието да бъде прекъснато на 12 март. Следователно, съгласно условията на примирието, което постановява предизвестие от осем дни, Първата война за независимост се възобновява на 20 март 1849 г.
На 22 март Карл Алберт пристига в Новара и на следващия ден ген. Радецки атакува града от юг с числено превъзходство близо до село Бикока. Хшановски допуска някои важни тактически грешки и въпреки храбростта на пиемонтците и на самия Карл Алберт, който се бие на фронтовата линия със сина си Фердинанд, поражението в битката при Новара е катастрофално. Условията, поставени от Австрия, са много тежки: окупация на Ломелина и крепостта на Алесандрия, както и предаването на всички ломбардски патриоти, които са се били срещу Австрия. След това Карл Алберт пита Генералния си щаб дали е възможен пробив към Алесандрия. Отговорът е отрицателен: безопасността му е в опасност, войските вече не реагират и много войници плячкосват околностите.
В 21:30 часа на 23 март Карл Алберт се среща с последния военен съвет със синовете си, Хшановски, генералите Алесандро и Карло Ла Мармора, Джовани Дурандо, Луиджи Феча ди Косато (който преговаря за примирието) и министър Карло Кадорна. Той заявява, че може само да абдикира и след опити за разубеждаване, с надеждата, че наследникът може да получи по-добри условия, той завършва с думите: „Решението ми е резултат от зрял размисъл; от този момент вече не съм крал; кралят е Виктор, моят син“.

### Изгнание (1849)
Най-големият син на Карл Алберт, вече крал на Сардиния с името Виктор Емануил II, се среща с ген. Радецки на 24 март 1849 г. във Виняле и всъщност получава по-изгодни клаузи от първоначално предвидените. Австрийците ще окупират временно Ломелина и само половината от крепостта на Алесандрия, за чието робство в мирните клаузи се говори за „разрешение“, а не за „право“.

#### Пътуване до Португалия
Междувременно Карл Алберт напуска Новара около полунощ на 23 март 1849 г. Каретата му се насочва към Орфенго (на половината път между Новара и Верчели) вероятно без точна крайна дестинация, с единствената цел да напусне Италия. Но след известно време тя е спряна на австрийски контролно-пропускателен пункт. Карл Алберт каза, че е граф на Бардже (титла, която всъщност притежава) и полковник от армията на Пиемонт. Генерал Георг Турн Валсасина иска да го разпита и не се знае дали го е разпознал или не. След като пленен берсалиер е накаран да го разпознае като граф на Бардже (на въпроса „Можете ли да потвърдите, че той е граф на Бардже?“, войникът отговаря: „Той е граф на Бардже“), на Карл Алберт е позволено да премине и да продължи пътуването си на югозапад.
Бившият суверен продължава към Монкалво, Ница Монферато, Акуи Терме, Савона, Вентимиля и Княжество Монако, където пристига на 26 март. В Ница (по времето на Кралство Сардиния) му дават паспорт, който му позволява да пътува без проблеми във Франция, Испания и Португалия. От Антиб във Франция, без да споменава жена си, той изпраща заповеди относно семейството си в Торино. На 1 април достига до Байон, почти на брега на Атлантическия океан, а на 3 април при него пристигат от Торино, за да го накарат да подпише законовия акт за абдикация.
Бившият владетел продължава към Торкемада, Валядолид, Леон, Ла Коруня, където пристига на 10 април и където свършват хълмистите пътища. На кон, изправен пред лошо време, той достига до Луго и на 15 април пресича границата с Португалия при Каминя. Оттук стига до Виана ду Каштелу, Повуа ди Варшин и накрая на 19 април в Порто. Оттук може би иска да се качи за Америка, но е принуден да спре, защото е болен и пътуването го е изморило твърде много.

#### Последни години
Веднага след като пристига в португалския град Порто, Карл Алберт е настанен в Hotel do Peixe, където остава две седмици, през които състоянието му се влошава. След това той приема нова резиденция от частно лице на rua de Entre Quintas, с изглед към океана. Тук на 3 май той приветства Джачинто Пиована ди Коленьо и Луиджи Чибрарио, които му изпращат поздрав от правителството на Пиемонт. 
През тези дни Карл Алберт страда от прогресиращо изтощение, кашлица и абсцеси. Получава два инфаркта, но лекарите смятат, че положението на черния му дроб е по-сериозно, поради което бившият суверен упорства да яде много малко и да гладува в петък. Чете писмата и вестниците, пристигнали от Италия. Пише от време на време на жена си, но с топлота и усърдие, и на графиня Мария-Антоанета дьо Робиян, негова метреса. Забранява както на майка си, така и на жена си и децата си да го посещават.
През юни здравословното му състояние се влошава непоправимо. От 3 юли, подпомаган от лекаря Алесандро Рибери, когото синът му Виктор Емануил му изпраща от Торино, той вече не може да става и е разтърсван от все по-чести пристъпи на кашлица. Прекарва нощта между 27 и 28 юли в голямо вълнение. Сутринта на 28 се чувства по-добре, но след това състоянието му се влошава поради трети инфаркт. Португалският свещеник дон Антонио Пейшото, който му помага духовно, се втурва и го помазва. Бившият суверен промърморва на латински: «In manus tuas, Domine, commendo spiritum meum» („В твоите ръце, Господи, поверявам духа си“). Заспива с разпятието на гърдите. Умира в 15:30 часа на 28 юли 1849 г. на 50-годишна възраст
Тялото му е балсамирано и изложено в Катедралата на Порто. На 3 септември пристигат корабите Монцабано и Гойто под командването на братовчед му Евгений Емануил Савойски-Вилафранка-Соасон. На 19 септември тялото е транспортирано на борда на Монцабано, който отплава същата вечер за Генуа, където пристига на 4 октомври. Погребението, с големи тълпи, се състои на 13 септември в Торинската катедрала с архиепископа на Шамбери Алексис Бийе, който чества, подпомаган от петима епископи от Пиемонт. На следващия ден тялото е тържествено погребано в базиликата Суперга, където все още почива и към 2023 г.

## Брак и потомство
∞ 30 септември 1817 във Флоренция за Мария Тереза Хабсбург-Лотарингска-Тосканска (* 21 март 1801, Виена; † 12 януари 1855, Торино), дъщеря на Фердинанд III, велик херцог на Тоскана, и на съпругата му Луиза Мария Амалия дьо Бурбон-Двете Сицилии, от която има двама сина и една дъщеря:
- Виктор Емануил Алберт Мария Евгений Фердинанд Томас Савойски (* 14 март 1820, Палацо Кариняно, Торино; † 9 януари 1878, Рим, Кралство Италия), като Виктор Емануил II последен крал на Сардиния (1849 – 1861) и първи крал на Италия (17 март 1861 – 1878); ∞ 1. 12 април 1842 в Ловен дворец „Ступиниджи“ за братовчедка си ерцхерцогиня Мария Аделхайд Хабсбург-Лотаринска (* 1822, † 1855), племенница на австрийския император Франц II, дъщеря на ерцхерцог Райнер-Йосиф Хабсбург-Лотарингски, вицекрал на Ломбардия-Венеция, и на Мария Елизабета Савойска-Каринян, сестра на краля на Сардиния Карл Алберт, от която има шест сина и две дъщери 2. 18 декември 1869 морганатично в имението Кашине Векие в Сан Росоре до Пиза, 7 октомври 1877 г. в Рим граждански за Роза Верчелана (* 11 юни 1833, Монкалво или Ница Маритима; † 26 декември 1885, Пиза), от която има син и дъщеря. Има и около 28 извънбрачни деца.
- Фердинанд Мария Алберт Амадей Филиберт Винсент Савойски-Каринян, херцог на Генуа (* 15 ноември 1822, Флоренция; † 10 февруари 1855, Торино), родоначалник на кадетския клон Савоя-Генуа; ∞ 22 април 1850 в Дрезден за Елизабет Саксонска (* 4 февруари 1830; † 14 август 1912), дъщеря на крал Йохан Саксонски и на Амалия Августа Баварска, от която има син и дъщеря (бъдещата кралица на Италия Маргарита)
- Мария Кристина Савойска-Каринян (* 1826, † 1827).

## Обяснителни бележки
1. ↑  Talamo .: „К. А. е страдал много от брака на майка си и принудителното подчинение на пастрока му“.
2. ↑  Montanelli, VII с. 280. съобщава думите на суверена на неговия брат Карл Феликс: „[Той е] момче с добро сърце и добра воля, но чието цялостно образование трябва да бъде преработено“.
3. ↑  След смъртта на втория син на тригодишна възраст, Карл Емануил, Виктор Емануил I има четири останали дъщери, но Салическият закон в сила в Кралство Сардиния не им позволява да са престолонаследници. Карл Феликс няма деца.
4. ↑  Talamo .: „Виктор Емануил I бе поискал веднага К.А. при него, за да осигури образованието му, за да изтрие от него влиянието на женевските и парижките години“.
5. ↑  Пиер Бернардо Марентини (1764-1840 от Салуцо е янсенист, генерален викарий на архиепископията на Торино, избран от Наполеон Бонапарт за епископ на Пиаченца през 1813 г., но неутвърден от папата.
6. ↑  Talamo .: „В същото време той също бе притиснат от ломбардските федерати да обяви война на Австрия. Но ако трябваше да се подчини на първото искане и да даде конституцията, К.A. беше твърдо решен да не се поддаде на второто“.
7. ↑  Talamo .: „Но този план [на Карл Феликс] се противопостави Франция, благосклонна към признаването на правата на К.A. в антиавстрийска функция, Англия, притеснена от европейската ситуация (революция в Испания и революция в Гърция), и германските дворове“.
8. ↑  Talamo .: „Пристигайки в Париж на 3 декември, към края на месеца, в посолството на Сардиния, той подписа клетвата, решена във Верона за спазването на основните закони на Савойската държава“.
9. ↑  Навремето министрите са се наричали "първи секретари”.
10. ↑  Поради тази причина Карл Алберт предлага епископа на Мориен Алексис Бийе за генерален надзорник, но папата предпочита да назначи италианеца Джузепе Мороцо Дела Рока, вж. Cibrario с. 416.; за цялостна картина на дейността на Мороцо дела Рока вж. главата в книгата на Lorandi с. 115-180.. Според Кристина Сикарди социалната работа на много пиемонтски свещеници и монаси е благоприятствана от снизхождението на краля: сред тях трябва да припомним делото на св. Джовани Боско.
11. ↑  вж. Montanelli, VIII с. 36.: „Може би онова, което му даваше такъв легитимистки план, бе именно фактът, че той също, подобно на Орлеан [Луи Филип], произхождаше от кадетски клон на Савойската династия... Накратко, той искаше да докаже, че е по-савоец от самите савойци“.
12. ↑  Mack Smith с. 209.: „изявлението от 29 април бе такова, че Карл Алберт почувства идеологическото движение, което го бе подтикнало да обяви война на Австрия, угаснало, тъй като Пий IX с този акт се отрече от военни операции и неогвелфското движение.“
13. ↑  Oliva с. 364.: „Освен това войските, набирани от селяни, идеологически свързани с реакционния клерикализъм в провинцията, не разбират причините за националната война и след първите неуспехи показват отвращение към битката...“
14. ↑  Memorie ed osservazioni sulla guerra dell'indipendenza d'Italia, raccolte da un ufficiale piemontese, Stamperia Reale, Torino, 1848. Написана анонимно, книгата незабавно е премахната от обращение по искане на новия военен министър Джузепе Дабормида, който вижда в нея източник на бъдещи противоречия. Томът се стреми да демонстрира смелостта на краля, синовете му и войските му, но почти нищо не казва за отговорностите на върховното командване.
15. ↑  Първите съобщения за пристигането и престоя на Карл Алберт се дължат на консула на Сардиния в Лисабон Роберто Стефано Моро, вж. Adolfo Colombo, Carlo Alberto a Oporto secondo nuovi documenti, Estratto dalla Rassegna storica del Risorgimento Anno XX Luglio-Settembre 1933 Fasc. III., с. 616.
16. ↑  Днес в едноименната резиденция се помещава местният музей Extenšao do Romantismo.
17. ↑  Историкът Oliva с. 366. коментира така: „умря, отнасяйки в гроба си убеждението, че никога не е бил разбран, но също и противоречието, че никога не е разбрал себе си“.

## Библиографски бележки
1. ↑  Oliva с. 349..
2. ↑  Bertoldi, с. 252
3. ↑  Avancini, с. 252
4. 1 2  Bertoldi с. 25-26..
5. ↑  За биографията на Карл Емануил вж. Lemmi .
6. 1 2 3  Oliva с. 350..
7. 1 2 3 4 5 6 7 8 9 10 11 12 13 14 15 16 17 18 19 20 21  Talamo ..
8. ↑  Bertoldi с. 26-27..
9. ↑  Bertoldi с. 27-28..
10. ↑  Bocca p. 191..
11. ↑  Comandini, I с. 403..
12. ↑  Bertoldi с. 31-32..
13. 1 2 3  Bocca с. 192..
14. ↑  Bertoldi с. 33..
15. ↑  Bertoldi с. 34-35..
16. ↑  Bertoldi с. 35-36..
17. ↑  Commandini, I с. 730, §1..
18. ↑  Bertoldi с. 40..
19. ↑  Commandini, I с. 938, §2..
20. ↑  Bertoldi с. 56..
21. ↑  Bocca с. 193..
22. ↑  Comandini, I с. 954, 956..
23. ↑  Bertoldi с. 46-47..
24. 1 2  Bocca с. 194..
25. ↑  Bertoldi с. 52-55, 57..
26. ↑  Comandini, I с. 1028, §2..
27. ↑  Bertoldi с. 59..
28. ↑  Comandini, I с. 1035, §2..
29. ↑  Brofferio с. 130..
30. ↑  Oliva с. 346-347..
31. ↑  Brofferio с. 131-137..
32. ↑  Brofferio с. 138-139..
33. ↑  Bertoldi с. 63..
34. ↑  Comandini, I с. 1116, §1..
35. ↑  Bertoldi с. 63-65, 76..
36. ↑  Comandini, I с. 1116, §2..
37. ↑  Bertoldi с. 75-79..
38. ↑  Comandini, I с.1118, §2..
39. ↑  Bertoldi с. 85-89, 98..
40. ↑  Montanelli, VII с. 280..
41. ↑  Bertoldi с. 91-93..
42. ↑  Bertoldi с. 91-95..
43. ↑  Bertoldi с. 95-96..
44. 1 2  Comandini, I с. 1122, §1..
45. ↑  Bertoldi с. 97..
46. ↑  Oliva с. 352..
47. ↑  Bertoldi с. 97-99..
48. ↑  Montanelli, VII с. 350-351..
49. ↑  Bertoldi с. 104-106..
50. ↑  Bertoldi с. 109-110, 116-118..
51. ↑  Bertoldi с. 119..
52. ↑  Montanelli, VII с. 353-354..
53. ↑  Montanelli, VIII с. 37..
54. ↑  Montanelli, VII с. 393..
55. ↑  Bertoldi с. 135-136..
56. ↑  Bertoldi с. 123-125, 127-128..
57. ↑  Comandini, I с. 1210 §2..
58. ↑  Bertoldi с. 130-131..
59. ↑  Bertoldi с. 128-131..
60. ↑  Oliva с. 356..
61. ↑  Bertoldi с. 140..
62. ↑  Bertoldi с. 140-141..
63. ↑  Comandini, I с. 1222 §2..
64. ↑  Bertoldi с. 141-142..
65. ↑  Bertoldi с. 142-144..
66. 1 2  Montanelli, VII с. 396..
67. ↑  Bertoldi с. 144-145..
68. ↑  Bertoldi с. 146..
69. ↑  Bocca с. 197-198..
70. ↑  Bertoldi с. 153-156..
71. ↑  Bertoldi с. 156..
72. ↑  Bertoldi с. 161..
73. ↑  Comandini, II с. 290.
74. ↑  Comandini, II с. 296-297..
75. ↑  Bertoldi с. 164-167..
76. 1 2  Bertoldi с. 177..
77. 1 2  Brofferio, III с. 8..
78. 1 2  Bertoldi с. 181-182..
79. ↑  Oliva p. 358..
80. ↑  Brofferio, III с. 9-10..
81. 1 2  Bocca с. 200..
82. ↑  Lorandi с. 168..
83. ↑  Oliva с. 357..
84. ↑  Brofferio, III с. 9..
85. ↑  Bocca с. 198..
86. ↑  Bertoldi с. 182..
87. ↑  Brofferio, III с. 10..
88. 1 2  Siccardi ..
89. ↑  Lorandi с. 167..
90. ↑  Cibrario с. 416..
91. ↑  Montanelli, VIII с. 35..
92. ↑  Bertoldi с. 178, 181..
93. ↑  Bertoldi с. 187-191..
94. ↑  Bertoldi с. 192-194..
95. ↑  Bertoldi с. 194-198..
96. ↑  Bertoldi с. 173-174..
97. ↑  Bertoldi с. 174-175..
98. ↑  Bertoldi с. 175-176..
99. 1 2  Bertoldi с. 184..
100. ↑  Piccola-Treccani p. 723..
101. ↑  Bertoldi с. 201. дава първата дата; Talamo . дава втората.
102. ↑  Bertoldi с. 201..
103. ↑  Bertoldi с. 203..
104. 1 2  Bertoldi с. 201-202..
105. ↑  Montanelli, VIII с. 107..
106. ↑  Bertoldi с. 202..
107. ↑  Oliva с. 360..
108. 1 2  Bocca с. 201..
109. ↑  Bertoldi с. 202-203..
110. ↑  Bertoldi с. 204-206..
111. ↑  Oliva с. 361..
112. ↑  Bertoldi с. 206-207..
113. 1 2  Bertoldi с. 208..
114. ↑  Comandini, II с. 1374..
115. ↑  Testo dello Statuto: articolo 1.
116. ↑  Bertoldi с. 208-210..
117. ↑  Bertoldi с. 229..
118. ↑  Bertoldi с. 229-230..
119. ↑  Bertoldi с. 230-231..
120. ↑  Bertoldi с. 233..
121. ↑  Clark с. 87..
122. ↑  Bertoldi с. 234-236..
123. ↑  Bertoldi с. 234-236..
124. ↑  Pieri с. 202-211..
125. ↑  Bertoldi с. 237..
126. ↑  Pieri с. 211-213..
127. ↑  Pieri с. 222-226, 243-251..
128. ↑  Bertoldi с. 240..
129. ↑  Bertoldi с. 240-241..
130. ↑  Pieri с. 251..
131. ↑  Pieri с. 252-263, 333-337..
132. ↑  Montanelli, VIII с. 218..
133. ↑  Comandini, II с. 1518..
134. ↑  Bertoldi с. 244..
135. ↑  Pieri с. 264-265..
136. ↑  Montanelli, VIII с. 258-259..
137. ↑  Bertoldi с. 245-247..
138. ↑  Pieri с. 286-311..
139. ↑  Bertoldi с. 251..
140. ↑  Bertoldi с. 251-252..
141. ↑  Bertoldi с. 258-259..
142. ↑  Bertoldi с. 260-265..
143. ↑  Bertoldi с. 266..
144. ↑  Bertoldi с. 266-267..
145. ↑  Bertoldi с. 268-269..
146. ↑  Bertoldi с. 270-271..
147. ↑  Bertoldi с. 271-272..
148. ↑  Comandini, II с. 1705; 1710; 1712; 1714. Avancini с. 252..

|  | Тази страница частично или изцяло представлява превод на страницата Carlo Alberto di Savoia в Уикипедия на италиански. Оригиналният текст, както и този превод, са защитени от Лиценза „Криейтив Комънс – Признание – Споделяне на споделеното“, а за съдържание, създадено преди юни 2009 година – от Лиценза за свободна документация на ГНУ. Прегледайте историята на редакциите на оригиналната страница, както и на преводната страница, за да видите списъка на съавторите. ВАЖНО: Този шаблон се отнася единствено до авторските права върху съдържанието на статията. Добавянето му не отменя изискването да се посочват конкретни източници на твърденията, които да бъдат благонадеждни. |